# Hatful of Hollow
Hatful of Hollow è un album raccolta della band inglese The Smiths.
Pubblicato il 12 novembre 1984 dalla Rough Trade il disco raggiunse la posizione numero 7 nella Official Albums Chart, rimanendo in classifica per 46 settimane.

## Realizzazione
L'album è composto da brani provenienti da session radiofoniche realizzate per BBC Radio 1, oltre che da alcuni singoli (Hand in Glove Heaven Knows I'm Miserable Now e William, It Was Really Nothing) e dalle relative b-sides (Girl Afraid, How Soon Is Now? e Please, Please, Please Let Me Get What I Want).
Gli Smiths consideravano i singoli non solo dei modi per promuovere un album ma vere e proprie produzioni ad hoc. Molte delle loro migliori canzoni non sono mai state pubblicate nei loro album in studio e sono state poi raccolte in Hatful of Hollow.
"Una buona parte della nostra posta contiene richieste imploranti di quelle versioni delle nostre canzoni che abbiamo registrato per le session di Radio One" disse Morrissey intervistato "ed io e la band ci rendemmo improvvisamente conto che non avevamo nemmeno tenuto quei nastri per noi, fatta eccezione per pochi bootleg terribili che abbiamo comprato ai nostri concerti. Per quanto ci riguarda, quelle erano le sessioni che ci hanno emozionato, in primo luogo, e a quanto pare è stato anche il modo per un sacco di gente di scoprirci."
Lo stesso Marr, anni dopo, ammise che "a quel tempo non ero troppo sicuro riguardo all'uscita del disco, anche se le session radiofoniche erano grandi. Con il senno di poi ho capito che c'erano alcune tracce - Handsome Devil soprattutto - che avevano qualcosa in più della versione prodotta in studio. È un disco molto valido".

## Session
(Morrissey intervistato da Jamming, 1984)
Le session vennero realizzate, nel corso del 1983, in due diversi programmi radiofonici di BBC Radio 1: lo show di John Peel e quello di David Jensen. Quando furono trasmesse per la prima volta, queste session radiofoniche, presentavano soprattutto brani che, fino a quel momento, non erano stati ancora pubblicati. Tutte le canzoni furono successivamente ri-registrate per singoli o per l'album di debutto della band, uscito l'anno successivo.
Le versioni dei brani tratte delle session presentano delle differenze rispetto alle registrazioni originali realizzate precedentemente in studio:
- What Difference Does It Make? ha un suono di chitarre più heavy ed è eseguita in una diversa tonalità, rispetto alla versione originale contenuta sull'album di debutto The Smiths.
- These Things Take Time ha il basso in maggiore evidenza e l'aggiunta di una slide guitar nel ritornello, rispetto alla versione 12" del singolo What Difference Does It Make? e di quella contenuta del disco Louder Than Bombs.
- This Charming Man ha un suono più morbido, sia rispetto alla versione pubblicata come singolo che a quella contenuta in The Smiths, e manca dell'introduzione della chitarra solista.
- Still Ill si apre e si chiude con un'armonica solista e suona leggermente più lenta rispetto alla versione originale.
- You've Got Everything Now è più lenta rispetto alla versione inclusa in The Smiths e tutta la parte di tastiera è stata eliminata. Anche la linea di basso è leggermente modificata.
- Back to the Old House è qui presentata in versione acustica, con sole chitarre e voce, a differenza della versione con la band al completo presente (come b-side) nel singolo What Difference Does It Make?.
- Reel Around the Fountain ha una batteria e delle chitarre acustiche dal suono più sordo, rispetto alla versione su The Smiths. Il basso è più in evidenza, ma le parti di pianoforte e di organo qui non sono state incluse. Il brano è anche eseguito in una tonalità più alta.
- Hand in Glove è nella versione originale apparsa nel singolo, a differenza di quella remixata inclusa in The Smiths. Presenta inoltre un'introduzione ed una chiusura in dissolvenza.

## Copertina
La copertina raffigura il musicista Fabrice Colette, fotografato da Gilles Decroix. La fotografia è tratta da un'edizione speciale, del luglio 1983, del quotidiano francese Libération.
La copertina originale include un tatuaggio, raffigurante un disegno di Jean Cocteau, sulla spalla sinistra di Colette e la foto aveva una grande cornice celeste con le scritte The Smiths e Hatful of Hollow sopra e sotto l'immagine. Le edizioni successive al 1986 presentano la versione ingrandita e ritagliata della foto, con il testo sovrapposto. La ristampa in vinile del 2011 ha ripristinato la copertina originale. Alcune versioni hanno la copertina apribile, con una foto all'interno scattata al festival di Glastonbury del 1984. 
Sul lato A del vinile è incisa la frase: THE IMPOTENCE OF ERNEST. Oltre a essere un gioco di parole sul titolo The Importance of Being Earnest, la commedia teatrale di Oscar Wilde, è anche un'allusione all'impotenza di cui Ernest Hemingway soffrì negli ultimi anni della sua vita. Sul lato B è invece incisa la frase IAN [EIRE], riferita al fratello minore di Marr.

## Tracce
1. William, It Was Really Nothing – 2:09
2. What Difference Does It Make? (John Peel Session) – 3:11
3. These Things Take Time (David Jensen Show) – 2:32
4. This Charming Man (John Peel Session) – 2:42
5. How Soon Is Now? – 6:44
6. Handsome Devil (John Peel Session) – 2:47
7. Hand in Glove (single version) – 3:13
8. Still Ill (John Peel Session) – 3:32
9. Heaven Knows I'm Miserable Now – 3:33
10. This Night Has Opened My Eyes (John Peel Session) – 3:39
11. You've Got Everything Now (David Jensen Show) – 4:18
12. Accept Yourself (David Jensen Show) – 4:01
13. Girl Afraid – 2:48
14. Back to the Old House (John Peel Session) – 3:02
15. Reel Around the Fountain (John Peel Session) – 5:51
16. Please, Please, Please Let Me Get What I Want – 1:50

## Formazione
- Morrissey – voce
- Johnny Marr – chitarra, armonica a bocca, mandolino
- Andy Rourke – basso
- Mike Joyce – batteria

## Classifiche
| Classifica (2022) | Posizione massima |
| ----------------- | ----------------- |
| Grecia            | 10                |